# Parascyllium ferrugineum
Parascyllium ferrugineum är en hajart som beskrevs av Alan Riverstone McCulloch 1911. Parascyllium ferrugineum ingår i släktet Parascyllium och familjen Parascylliidae. IUCN kategoriserar arten globalt som livskraftig. Inga underarter finns listade i Catalogue of Life.